# Eparchia di Tallinn
L'eparchia di Tallinn, già eparchia di Revel, (in estone: Tallinna piiskopkond, in russo: Таллинская епархия) è un'eparchia della Chiesa ortodossa estone. Ha sede nella città di Tallinn in Estonia, dove si trova la Cattedrale di Aleksandr Nevskij.

## Storia
Il 13 luglio 1817 è stato istituito il vicariato di Revel all'interno dell'eparchia di San Pietroburgo, al fine di raggruppare le parrocchie ortodosse del Nord dell'Estonia. Il 14 settembre 1836 ha avuto luogo l'istituzione del vicariato di Riga per scorporo dall'eparchia di Pskov, vicariato elevato a sua volta in eparchia il 25 febbraio 1850 dal Santo Sinodo della chiesa ortodossa russa. La giurisdizione dell'eparchia di Riga comprendeva anche la Curlandia e la Livonia, e dal 1865 l'Estonia. Il 6 maggio 1865 anche il vicariato di Revel venne inglobato nell'eparchia.
Il 10 maggio 1920 in occasione della riunione congiunta del Patriarca Tichon, il Santo Sinodo e il Consiglio supremo della Chiesa ortodossa russa, venne sancita l'autonomia del vicariato di Revel, trasformato quindi in eparchia indipendente. Nel 1933 gli abitanti di Revel decisero di cambiarne il nome in Tallinn e l'eparchia assunse il nome attuale. Tra il 1923 ed il 1940 l'eparchia fu sotto la giurisdizione del Patriarcato di Costantinopoli, per poi tornare 24 febbraio del 1941 sotto il Patriarcato di Mosca, come conseguenza anche dell'annessione dell'Estonia nell'Unione Sovietica nell'agosto del 1940.
Il 27 maggio 2009 il Santo Sinodo della chiesa ortodossa russa ha istituito la carica di vescovo ausiliare con sede presso la città di Narva. In seguito ha eretto l'eparchia di Narva il 30 maggio 2011, su richiesta del Metropolita di Tallinn Cornelius, per scorporo dall'eparchia di Tallinn della città di Narva e dei comuni: Illuka, Vaivara, Alajõe, Iisaku, Tudulinna, Lohusuu, Torma, Kasepää, Pala e Alatskivi.